# Carl Carlheim-Gyllensköld (jurist)
Carl Salomon Carlheim-Gyllensköld (i riksdagen kallad Carlheim-Gyllensköld i Kristianstad), född 6 januari 1827 i Vederslövs församling, Kronobergs län, död 23 januari 1901 i Hällums församling, Skaraborgs län, var en svensk jurist och riksdagsman.
Carlheim-Gyllensköld var hovrättsråd och ledamot av första kammaren i Sveriges riksdag 1867–1868 och 1878–1885, invald i Kristianstads läns valkrets.